# 長門中継局 (長野県)
長門中継局（ながとちゅうけいきょく）は、長野県小県郡長和町長久保に設置されていたアナログテレビジョン放送の中継局である。

## 中継局概要
- 所在地：小県郡長和町長久保字学者村4期（細野山）

| 放送局名        | チャンネル   | 空中線電力        | ERP          | 放送対象地域 | 放送区域内世帯数 | 開局日        | 閉局日        |
| --------------- | ------------ | ----------------- | ------------ | ------------ | ---------------- | ------------- | ------------- |
| NHK長野総合     | 1ch          | 映像3W /音声750mW | 不明         | 長野県       | 不明             | 不明          | 2011年7月24日 |
| NHK長野教育     | 4ch          | 映像3W /音声750mW | 不明         | 全国         | 不明             | 不明          | 2011年7月24日 |
| SBC信越放送     | 6ch          | 映像3W /音声750mW | 不明         | 長野県       | 不明             | 不明          | 2011年7月24日 |
| NBS長野放送     | 47ch         | 映像10W /音声2.5W | 不明         | 長野県       | 不明             | 1976年9月17日 | 2011年7月24日 |
| TSBテレビ信州   | 中継局未設置 | 中継局未設置      | 中継局未設置 | 中継局未設置 | 中継局未設置     | 中継局未設置  | 中継局未設置  |
| abn長野朝日放送 | 中継局未設置 | 中継局未設置      | 中継局未設置 | 中継局未設置 | 中継局未設置     | 中継局未設置  | 中継局未設置  |

- TSB及びabnは中継局を設置しなかった。そのため、NHK (総合・教育とも) およびSBCはVHFのため受信している世帯も多かったものの、NBSはUHFのため受信している世帯は少なかった（TSB開局以降）。地上デジタルテレビ放送については、アナログ時代のTSB及びabn同様、美ヶ原送信所でカバーされたため、廃局となった。